# Ивичести скунксове
Ивичестите скунксове (Mephitis) са род бозайници от семейство Скунксови (Mephitidae), състоящ се от два вида, срещани в Северна Америка.

## Етимология
Латинското име на рода идва от лат. mephit  – неприятна миризма.

## Класификация
Родът включва два живи вида, разпространени в Северна и Централна Америка, и 17 подвида:
| Име                                    | Изображение | Разпространение                                                                                 |
| -------------------------------------- | ----------- | ----------------------------------------------------------------------------------------------- |
| Ивичест скункс (Mephitis mephitis)     |             | Южна Канада, САЩ и Северно Мексико                                                              |
| Мексикански скункс (Mephitis macroura) |             | Югозападни Съединени щати до Мексико, Гватемала, Хондурас, Никарагуа и северозападна Коста Рика |